# Elke Grittmann
Elke Grittmann (* 1966) ist eine deutsche Geisteswissenschaftlerin und Professorin für Medien und Gesellschaft am Institut für Journalismus an der Hochschule Magdeburg-Stendal.

## Leben
Elke Grittmann ist 1966 geboren. Sie studierte Kunstgeschichte, Journalistik, Kommunikationswissenschaft sowie Politikwissenschaft in Hamburg. Anschließend war sie im Journalismus und in der Öffentlichkeitsarbeit tätig, bevor sie zurück in die Wissenschaft ging.
2006 reichte Elke Grittmann ihre Dissertation „Politik im Bild. Fotojournalismus und Pressefotografie in Theorie und Empirie“ zu visueller politischer Berichterstattung und Fotojournalismus an der Universität Hamburg ein. Sie arbeitete dort als wissenschaftliche Mitarbeiterin am Institut für Journalistik und Kommunikationswissenschaft und war außerdem in Lüneburg an der Leuphana Universität tätig. Es folgten Vertretungen von Professuren in der Kommunikationswissenschaft an der Leuphana in Lüneburg sowie in Augsburg und in Münster. In Lüneburg war Grittmann außerdem bis 2016 Gastprofessorin für Kommunikationswissenschaft und Medienkultur.
Aktuell ist Elke Grittmann Professorin für Medien und Gesellschaft am Institut für Journalismus und Medien an der Hochschule Magdeburg-Stendal. Sie leitet dort außerdem den Masterstudiengang Sozial- und Gesundheitsjournalismus im Fachbereich Soziales, Gesundheit und Medien. Sie ist Herausgeberin der Publikationsreihe „Critical Studies in Media and Communication“. Mediale Aufmerksamkeit erhielt sie u. a. für ihre Studie zur NSU-Berichterstattung in Zusammenarbeit mit Fabian Virchow und Tanja Thomas, ihre Forschungsergebnisse zur Folge der Zusammenlegungen von Zeitungen sowie ihre Einordnung der Berichterstattung über Osama Bin Laden.
Elke Grittmann veröffentlichte eine Reihe von Aufsätzen in Sammelwerken (u. a. „Handbuch Visuelle Kommunikation“, „Kommunikationswissenschaftliche Gender Studies. Zur Aktualität kritischer Gesellschaftsanalyse“, „Routledge Companion to Media and Humanitarian Action“) sowie Fachzeitschriften (u. a. „Zeitschrift Weiterbildung“, „Medien & Kommunikationswissenschaft“, „Communicatio Socialis“, „Medien + Erziehung. Zeitschrift für Medienpädagogik“).

## Schriften
Als Autorin
- Politik im Bild. Fotojournalismus und Pressefotografie in Theorie und Empirie. Köln: von Halem Verlag 2007, ISBN 978-3-938258-31-6.

- mit Katharina Lobinger, Irene Neverla und Monika Pater: Körperbilder – Körperpraktiken. Visualisierung und Vergeschlechtlichung von Körpern in Medienkulturen. In: Grittmann, Elke; Lobinger, Katharina; Neverla, Irene; Pater, Monika (Hg.): Körperbilder – Körperpraktiken. Visualisierung und Vergeschlechtlichung von Körpern in Medienkulturen, Köln: von Halem  Verlag 2018, S. 9–28, ISBN 978-3-86962-175-3.
- Fotojournalismus und journalistische Bildkommunikation. Theoretische Positionen und empirische Befunde zu Strukturen und deren Wandel in der digitalen Ära. In: Lobinger, Katharina (Hg.): Handbuch Visuelle Kommunikation. Wiesbaden: Springer VS 2018, doi:10.1007/978-3-658-06738-0_7-1
- Methoden der Medienbildanalyse in der Visuellen Kommunikationsforschung – Ein Überblick. In: Lobinger, Katharina (Hg.): Handbuch Visuelle Kommunikation. Wiesbaden: Springer VS, 2018, doi:10.1007/978-3-658-06738-0_25-1

Als Herausgeberin
- mit Felix Koltermann: Fotojournalismus im Umbruch, Hybrid, multimedial, prekär. Köln: von Halem 2022, ISBN 978-3-86962-559-1.
- mit Katharina Lobinger, Irene Neverla und Monika Pater: Körperbilder – Körperpraktiken. Visualisierung und Vergeschlechtlichung von Körpern in Medienkulturen. Köln: von Halem 2018, ISBN 978-3-86962-175-3.
- mit Tanja Thomas, Lina Brink und Kaya de Wolff: Anerkennung und Sichtbarkeit. Perspektiven für eine kritische Medienkulturforschung. Bielefeld: transcript 2018, ISBN 978-3-8376-4011-3.
- mit Irene Neverla und Ilona Ammann: Global, lokal, digital. Fotojournalismus heute. Köln: von Halem 2008, ISBN 978-3-938258-64-4.